# 巴朗杜特里温福
巴朗杜特里温福是巴西南大河州的一个市镇。总面积436.679平方公里，总人口6918人，人口密度15.8人/平方公里。